# Eurobeat
Eurobeat refiere a dos estilos de música dance que se originaron en Europa: uno es la variante Británica del dance-pop influenciado por el italiano Eurodisco, el otro se trata de hi-NRG impulsado por el Italo disco. Ambos estilos fueron desarrollados alrededor de 1980s.
El trío de productores Stock Aitken Waterman y la banda de pop Dead or Alive popularizaron la música Eurobeat en Estados Unidos y el Sudeste de Asia, donde el Eurobeat fue históricamente promovido como música hi-NRG (pronunciado como "high energy").

## Descripción
Hacia finales de 1970s, diversos intérpretes de Eurodisco como Silver Convention y Donna Summer eran populares en América.
En 1980s, el género se estaba convirtiendo en una producción muy pulida teniendo la "simpleza musical" en su núcleo. Teniendo letras parecidas a las del Bubblegum Pop, melodías pegadizas (a veces Italianas y a veces cercanas al Eurodisco) y estructuras bastante básicas, una canción de Eurbeat Británico promedio tardaba muy poco tiempo en ser creada. "Venus" de Bananarama y "Showing Out (Get Fresh at the Weekend)"  de Mel & Kim's se dice que fueron producidas en un solo día según Pete Waterman de Stock Aitken Waterman.
La melodía y letras del Eurobeat son muy simples. Italo disco, a veces una música rápida y alegre similar al EDM, con una línea de bajo de octava secuenciada. Muchas canciones presentan guitarras en la sección inicial, seguidas de un riff de sintetizador atronador y altamente técnico, que luego se repite después del coro. Las canciones suelen repetir varias veces el verso, puente y coro durante la canción. El comienzo suele parecerse a una interpretación instrumental del verso, puente y coro, mientras que el riff es muy parecido a una versión instrumental del coro.
| inicio (intro) → sintetizador → A melo (verso) → B melo (puente) → coro → sintetizador → C melo → final |

| Intro es la introducción de la canción, sintetizador (también conocido como sinte) es la parte musical sin voces. A melo, o a-melodía, es el primer verso de la canción, B melo es el puente de la canción, y hay un coro vocal. También hay un C melo después del primer coro, así como otra variante A/B melo después del segundo sinte. |

## Uso del término
El productor Británico Ian Levine y su Eastbound Expressway lanzaron el sencillo "You're a Beat" en reconocimiento al tempo más lento de la música hi-NRG que emergía de Europa. Muchos actos europeos lograron destacar bajo este nuevo reconocimiento, entre ellos Modern Talking, Bad Boys Blue, Taffy y Spagna. El término "Eurobeat" fue posteriormente utilizado comercialmente para describir los éxitos producidos por Stock Aitken Waterman para Dead or Alive, Bananarama, Jason Donovan, Sonia y Kylie Minogue, los cuales estaban fuertemente basados en la experiencia británica con el Italo disco. Durante los años 1986-1988, fue utilizado para referirse a importaciones específicas del Eurodisco italiano de los años 80, como Sabrina Salerno, Spagna y Baltimora, pero también fue empleado en los Estados Unidos como un término genérico para los grupos de música dance y electropop del Reino Unido de la época, como Pet Shop Boys, supuestamente con un "ritmo europeo", de ahí el término Eurobeat. Para 1989, con la llegada del Eurodance y el Euro house, el término dejó de utilizarse en el Reino Unido.

## Historia

### Reino Unido
El trío de productores, compositores y ex-DJs británicos Mike Stock, Matt Aitken y Pete Waterman estuvo involucrado en la cultura de clubes underground del Reino Unido, donde entraron en contacto con la escena del Northern soul, un movimiento centrado en la música soul afroamericana, el Eurodisco italiano y canciones inspiradas en el sonido de Motown, pero aceleradas. Como productores underground, buscaron recuperar la "nostalgia" del sonido Motown con un toque de desenfado y una preferencia por estructuras musicales simples, al igual que en el Italo disco. Esta fórmula musical resultó lo suficientemente exitosa como para ser comercializada, logrando una serie de éxitos en el Top 10 del Reino Unido durante la década de 1980, hasta el punto de que su versión del Eurobeat se volvió sinónimo de la música pop británica en su conjunto.
Pete Burns, vocalista de la banda Dead or Alive, tuvo frecuentes desacuerdos con el equipo de producción, pues debía "[adherirse] a sus métodos y conceptos", los cuales Stock, Aitken y Waterman defendían de manera estricta. Burns decidió producir su siguiente álbum, Nude, sin ellos, en colaboración con el baterista de Dead or Alive, Steve Coy. El sello Epic (licenciado por Sony Europa) fue inicialmente reticente a lanzar el disco, pero este resultó ser un gran éxito en Japón, donde fue galardonado con el Gran Premio a Mejor Álbum Internacional de 1989 en la categoría de 'Pop' o 'Popular' en los Japan Record Awards.

### Italia y Japón

#### "De los italianos para los japoneses"
| "Tres sellos han estado con nosotros durante años y creyeron en nosotros. Sin ellos, no podríamos haberlo logrado."—Haji Taniguchi, de Avex Trax (2000) |

Mientras tanto, en 1985, en Japón el término "Eurobeat" se aplicaba a toda la música dance importada desde la Europa continental, principalmente lanzamientos de Italo disco producidos en Italia y Alemania. Este sonido se convirtió en la banda sonora de la cultura de clubes Para Para, que existía desde principios de la década de 1980. Japón experimentó el Italo disco a través del éxito del grupo alemán Arabesque, que se disolvió en 1984. Esto no impidió el lanzamiento de dos sencillos con influencias de Italo disco en 1985 y 1986, producidos y mezclados por Michael Cretu (de Enigma). El éxito posterior de la cantante principal de Arabesque, Sandra, ayudó a introducir aún más este sonido en Japón. Esto atrajo la atención de numerosos productores de Italo disco, en su mayoría italianos y alemanes, aunque a finales de la década de 1980, los alemanes se alejaron del Italo disco y se centraron en géneros más populares como el trance. En Japón, esta música es conocida como "Eurobeat", "Super Eurobeat" y "Eurobeat Flash".

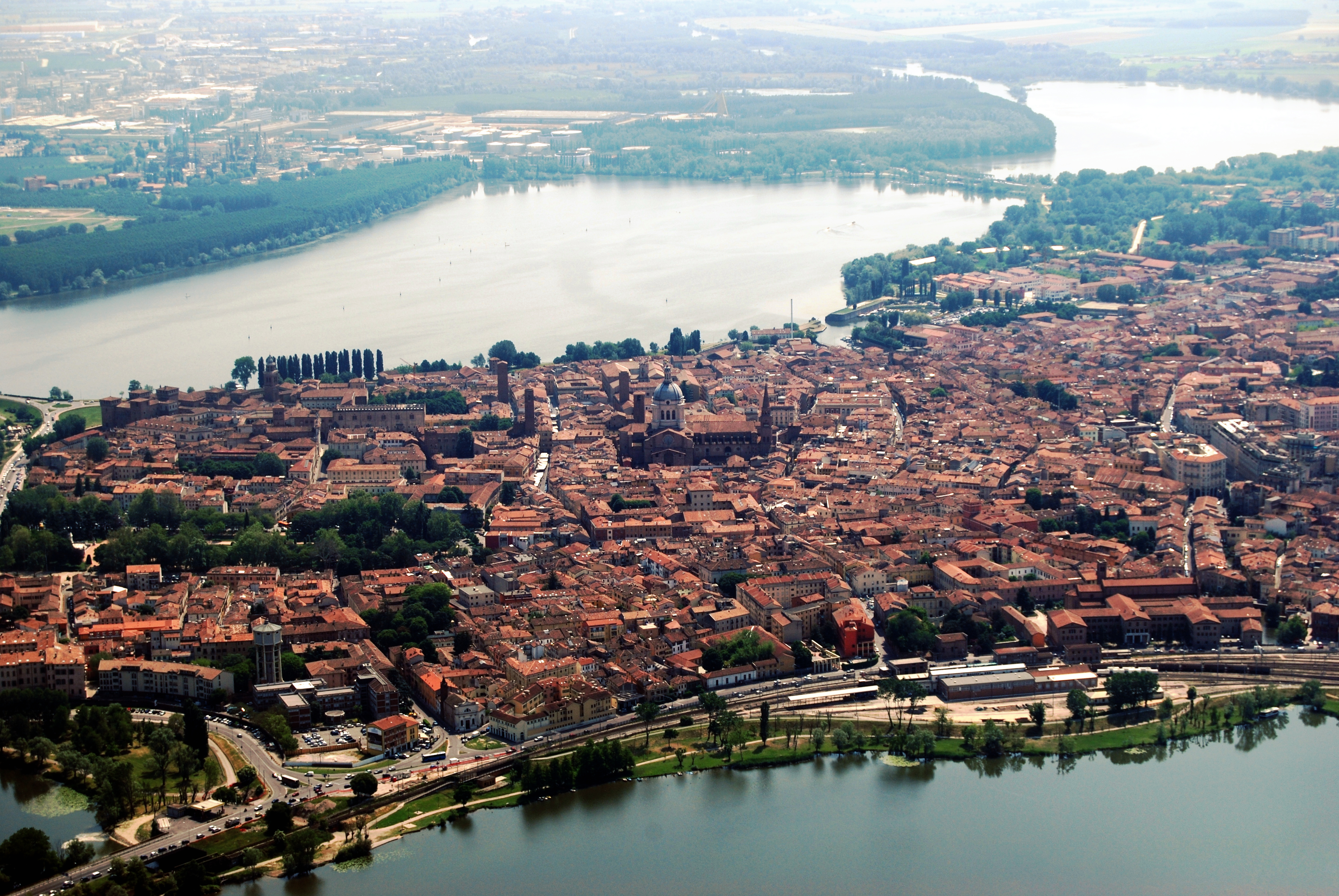
La mayoría de los sellos de Eurobeat han estado ubicados en el norte de Italia, incluyendo Lugagnano, Brescia y Mantua (en la imagen).

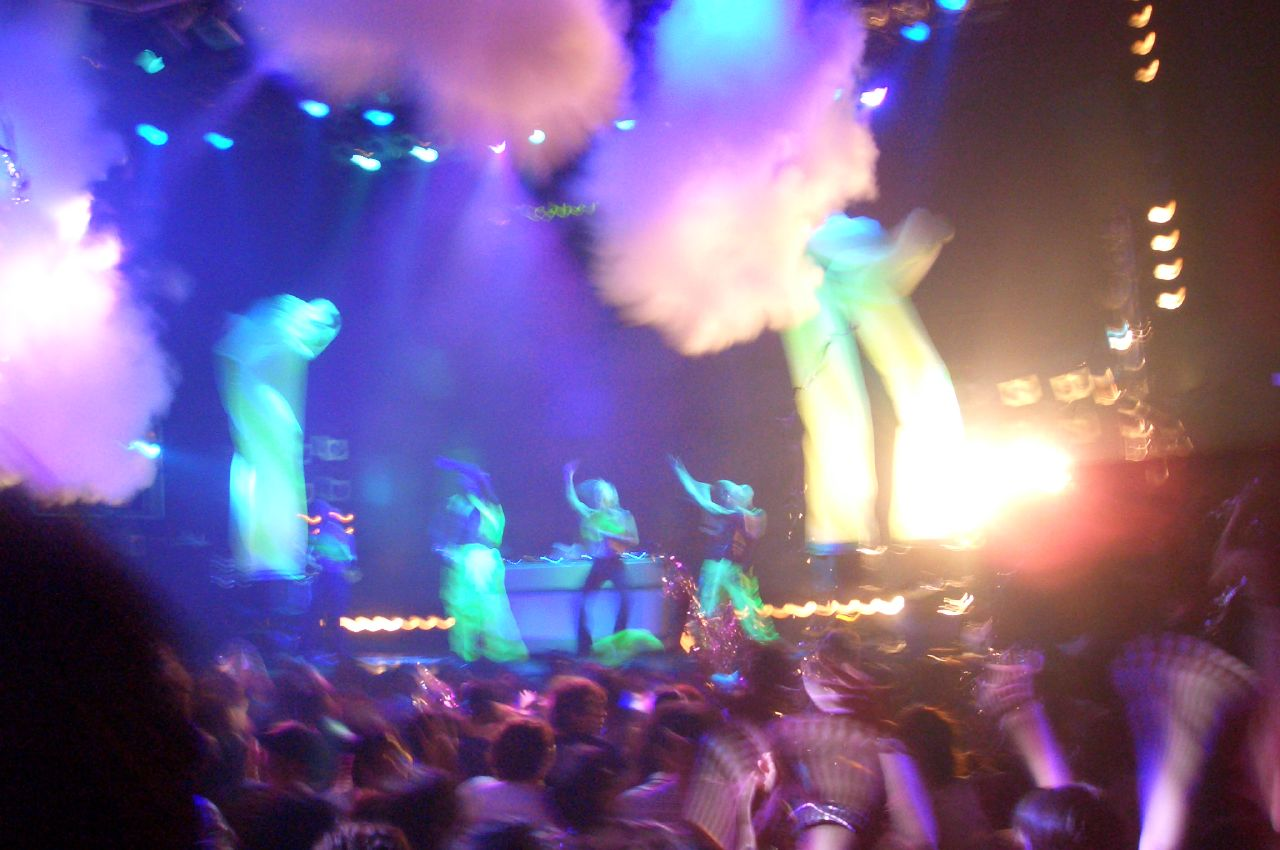
Velfarre, una discoteca ubicada en Tokio, fue considerada la meca del Eurobeat durante las décadas de 1990 y 2000.

La cultura de baile Para Para en Japón está influenciada por el Eurobeat.
A principios de la década de 1990, la popularidad del Eurobeat comenzó a disminuir en Japón. Dos empresarios japoneses, entre ellos Masato "Max" Matsuura, propietario y director ejecutivo de Avex, que en ese entonces era una pequeña tienda de discos de importación, decidieron lanzar un álbum recopilatorio. Viajaron a Italia y conocieron a Giancarlo Pasquini (más tarde conocido como Dave Rodgers), quien en ese momento era miembro de la banda de Italo disco Aleph. Juntos reiniciaron a finales de 1990 la serie de recopilaciones Super Eurobeat, que previamente era una serie basada en Italo disco, publicada por Beat Freak Label en 1990. El álbum recopilatorio tuvo un éxito inmediato y reavivó la popularidad del Eurobeat en Japón. Avex continuó colaborando con los sellos fundamentales del Eurobeat, como A-Beat C, Time y Delta, mucho después del pico de popularidad del género.
El sonido del Eurobeat en el mercado japonés mantiene su vínculo con sus raíces en el Italo disco, donde inicialmente era solo uno de muchos experimentos dentro de la música dance electrónica. Hay ciertos elementos recurrentes en el género, como un bajo secuenciado en octavas, el uso energético (a veces frenético) de sintetizadores, sonidos distintivos de metales y arpas, y una percusión precisa y predecible en el fondo.
El anime Initial D, basado en el manga de Shuichi Shigeno, utiliza música Eurobeat de manera frecuente en sus episodios, particularmente en las escenas de carreras entre los personajes. Debido a esto, la serie ha contribuido a que el Eurobeat sea descubierto por algunos aficionados al anime fuera de Japón. Tanto la serie como los videojuegos asociados incluyen una amplia selección de canciones de Eurobeat, entre ellas "Deja Vu" de Dave Rodgers, "Running in the 90s" de Max Coveri y "Gas Gas Gas" de Manuel Caramori. También existen muchas canciones de Eurobeat inspiradas en la serie, como "Takumi" de Neo, "Speed Car" de D-Team, "Initial D Hell" de Dave Rodgers y "DDD Initial D (My Car is Fantasy)" de Mega NRG Man. Otro anime, Dear Boys, centrado en el baloncesto, también incorpora Eurobeat durante sus secuencias de juego.
En 1998, Bemani, una división de la compañía de videojuegos Konami, lanzó un popular videojuego de baile, Dance Dance Revolution. El juego incluyó canciones de Eurobeat provenientes de la serie de recopilaciones Dancemania, publicada por Toshiba EMI. Aunque desde SuperNOVA (2006) la cantidad de canciones de Eurobeat disminuyó, la serie sigue incluyendo algunas pistas hasta la actualidad. Otros juegos musicales de Konami presentan una gran cantidad de temas Eurobeat, entre ellos Beatmania, Beatmania IIDX, jubeat y otros. La popularidad del género llevó a Konami a desarrollar un juego basado en el estilo de baile Para Para, titulado ParaParaParadise, aunque no tuvo tanto éxito como otras de sus franquicias.

## J-Euro
Los tipos de música denominados "J-Euro" (Japanese Eurobeat) incluyen:
- Canciones de Eurobeat producidas en Italia y versionadas por artistas japoneses con letras en japonés. Este tipo de "J-Euro" apareció por primera vez a principios de los años 1990. Algunos artistas destacados de este estilo incluyen a MAX, D&D, V6, Dream y la "reina del J-pop" Namie Amuro.[18]

- Canciones de J-pop producidas en Japón y remezcladas en estilo Eurobeat por productores italianos de Eurobeat. Este tipo de "J-Euro" apareció por primera vez en el volumen 100 de la serie de compilaciones Super Eurobeat en 1999, con varias pistas de este estilo interpretadas por MAX, Every Little Thing y Ayumi Hamasaki.[19] Este estilo de "J-Euro" se popularizó en la escena del Para Para a partir del año 2000.[20] En el año 2000, Avex Trax lanzó la serie Super Eurobeat Presents : J-Euro, que incluyó álbumes como Ayu-ro Mix 1, Ayu-ro Mix 2, Ayu-ro Mix 3 y un cuarto álbum sin la etiqueta "Super Eurobeat", titulado Ayu-mi-x 7 Presents Ayu-ro Mix 4, todos con canciones de Ayumi Hamasaki. Otros álbumes de la serie incluyen Euro Every Little Thing (con Every Little Thing), Hyper Euro MAX (con MAX), Euro global (con Globe), Euro Dream Land (con Dream), J-Euro Best y J-Euro Non-Stop Best.[21]

- Canciones de Eurobeat producidas en Japón e interpretadas por artistas japoneses. Este estilo ha existido desde los años 2000, pero comenzó a ganar mayor atención cuando la escena del Para Para empezó a promover canciones con este sonido. La mayoría de estas canciones son remixes de anime o versiones Eurobeat de éxitos del J-pop, lo que ha llevado a algunos a llamarlo el boom del anime. Algunos sellos discográficos especializados en este estilo incluyen A-One, Akiba Koubou INC/Akiba Records, Eurobeat Union, Fantasy Dance Tracks, Plum Music, Sound Holic, SuganoMusic, TTL Sound y Takanashi Koubou, entre otros.

## Para Para
Uno de los estilos de baile influenciados por el Eurobeat es el Para Para (パラパラ?), un tipo de baile social japonés sincronizado basado en la música Eurobeat.

## Eurobeat en la actualidad
A pesar de su origen en los años 80 y su auge en los 90 y 2000, el Eurobeat sigue teniendo presencia en la actualidad, especialmente en nichos específicos y comunidades en línea. Su influencia continúa en la cultura del Para Para, en eventos temáticos de anime y en videojuegos de ritmo. La franquicia de Initial D sigue siendo una de las principales responsables de la popularidad del género, ya que sus juegos de arcade y adaptaciones animadas han mantenido vivo el interés por el Eurobeat.
En los últimos años, el Eurobeat ha experimentado un resurgimiento a través de plataformas digitales como YouTube y Spotify, donde tanto las clásicas compilaciones de Super Eurobeat como nuevos lanzamientos han encontrado un público renovado. Además, productores independientes han comenzado a lanzar sus propias composiciones a través de Bandcamp y SoundCloud, lo que ha permitido la expansión del género fuera de las grandes discográficas.
Japón sigue siendo el epicentro del Eurobeat, con sellos como Hi-NRG Attack y SCP Music aún activos en la producción del género. Sin embargo, ha habido un notable crecimiento de productores en otras regiones, incluyendo Europa y América Latina, donde el Eurobeat se ha combinado con otros estilos de música electrónica.

## Productores y artistas destacados
El Eurobeat ha contado con una amplia variedad de productores y vocalistas a lo largo de su historia. Aunque gran parte de la producción se ha realizado en Italia, Japón ha sido un mercado clave para la difusión del género.
Entre los productores más influyentes se encuentran:
- Dave Rodgers, una de las figuras más importantes del Eurobeat, conocido por temas como Déjà Vu y Space Boy, ampliamente populares gracias a Initial D.[26]
- Bratt Sinclaire, otro productor clave del Eurobeat italiano, responsable de numerosos éxitos dentro de la serie Super Eurobeat.
- Maurizio De Jorio, conocido por sus alias como Niko y Max Coveri cantante de temas como Night of Fire y Running in the 90's muy populares gracias a algunos de sus bailes de ParaPara.
- Manuel Karamori, fue un artista italiano que trabajadó con varios sellos como SCP Music o GoGo’s Music. Fundó una banda de rock llamada “Polemìk”, compuso temas utilizados en Initial D y compilaciones de Super Eurobeat. Siguió publicando música hasta su fallecimiento el 25 de agosto de 2023.[27][28][29]
- Turbo (TurboA), productor moderno de Eurobeat con fuerte presencia en internet. Centrado principalmente en remixes de openings de Anime y canciones modernas ha llegado a amasar más de 200 millones de reproducciones en Youtube.[30]